# Peter Herbolzheimer
Peter Herbolzheimer, nemški jazz pozavnist, skladatelj, vodja zasedb, dirigent in aranžer, * 31. december 1935, Bukarešta, Kraljevina Romunija, † 27. marec 2010, Köln, Nemčija.
Javnosti je bil znan kot vodja zasedbe Rhythm Combination and Brass, s katero je osvojil več nagrad in sodeloval z številnimi znanimi svetovnimi glasbeniki, kot so Esther Phillips, Stan Getz, Nat Adderley, Gerry Mulligan, Toots Thielemans, Clark Terry, Albert Mangelsdorff, ... Sodeloval je tudi z Big Bandom RTV Slovenija.

## Življenjepis
Herbolzheimer se je rodil leta 1935 v Bukarešti. Leta 1951 je pobegnil iz komunistične Romunije v Zahodno Nemčijo, leta 1954 pa se je preselil v ZDA, kjer je obiskoval srednjo šolo Highland Park High School. V šoli je bil med glavnimi člani zborov in orkestrov, s kitaro pa je prav tako spremljal več skupin, ki so pogosto nastopale za številne organizacije in korporacije v okolici Detroita. Leta 1957 se je vrnil v Nemčijo in začel z igranjem ventil pozavne, s katero je sodeloval v številnih manjših jazz zasedbah. Poskus, da bi se vrnil v Michigan je bil neuspešen, ker je bila njegova viza zavrnjena. Eno leto je študiral na konservatoriju v Nürnbergu. V 60. letih je igral v plesnem orkestru Radia Nürnberg in v orkestru Berta Kämpferta. Leta 1968 je postal član orkestra hamburškega gledališča (Deutsches Schauspielhaus), ki mu je dirigiral Hans Koller. Leta 1969 je Herbolzheimer ustanovil zasedbo Rhythm Combination and Brass (RC&B), za katero je napisal večino svojih aranžmajev. Ta big band je bil unikaten v tem, da je imel mednarodno zasedbo osmih trobil in le en saksofon, ki ga je igral Herb Geller. V orkestru je sodelovalo več znanih trobilcev, kot so Allan Botschinsky (Danska), Art Farmer (ZDA), Duško Gojković (Srbija), Palle Mikkelborg (Danska), Ack van Rooyen (Nizozemska) in Jiggs Whigham (ZDA). Ritem sekcija je bila sestavljena iz dveh klaviatur, kitare, basa, bobnov in tolkal, njeni člani pa so bili tudi Dieter Reith (Nemčija), Philip Catherine (Belgija), Niels-Henning Ørsted Pedersen (Danska), Bo Stief (Danska), Alex Riel (Danska), Grady Tate (ZDA) in Nippy Noya (Indonezija). Pri posebnih dogodkih so v orkestru sodelovali še drugi glasbeniki, osnovna zasedba pa je več let ostala nespremenjena. Konec 70. let je orkester uspešno gostoval in koncertiral z "jazz gala" programom in gosti, kot so Esther Phillips, Stan Getz, Nat Adderley, Gerry Mulligan, Toots Thielemans, Clark Terry in Albert Mangelsdorff. V poznejših letih je RC&B izvedel več turnej, igral v številnih TV oddajah in nastopil na številnih jazz festivalih. Kasneje se je orkester preoblikoval v klasični big band, s katerim je sodelovalo več znanih mednarodnih glasbenih izvajalcev, kot sta Dianne Reeves in Chaka Khan. Orkester je deloval vse do Herbolzheimerjeve smrti.
Leta 1972 je Herbolzheimer napisal glasbo za otvoritev Poletnih olimpijskih iger 1972 v Münchnu, ki jo je izvedel orkester Kurta Edelhagna. Leta 1974 se je Rhythm Combination & Brass udeležil televizijskega tekmovanja v belgijskem mestu Knokke, na katerem so osvojili nagrado Golden Swan Award. Orkester je zmagal tudi na tekmovanju International Jazz Composers Competition 1974 v Monaku. Herbolzheimerjevi aranžmaji vsebujejo značilno zmes swinga, latinskoameriške glasbe in rocka.
V 70. in 80. letih je Herbolzheimer kot aranžer in dirigent vodil svoj orkester na skoraj vseh večjih nemških televizijskih postajah, pri tem pa je spremljal znane ameriške glasbenike, kot so Ella Fitzgerald, Benny Goodman, Sammy Davis, Jr., Dizzy Gillespie in Al Jarreau.
Med letoma 1987 in 2006 je bil Herbolzheimer glasbeni direktor nemškega nacionalnega mladinskega jazz orkestra, Bundes Jazz Orchester (BuJazzO). Kot dirigent se je redno udeleževal delavnic in klinik za big bande.
Leta 2007 je bil izbran za glasbenega direktorja, aranžerja in dirigenta European Jazz Banda, s katerim je koncertiral po Evropi do leta 2009.
Umrl je v starosti 74. let v svojem domačem kraju, v Kölnu, 27. marca 2010.

## Izbrana diskografija
- Soul Condor (1970)
- My Kind Of Sunshine (1970)
- Wide Open (1973)
- Waitaminute (1973)
- Scenes (1974)
- Live im Onkel Pö (1975)
- The Catfish (1975)
- Hip Walk (1976)
- Jazz Gala Concert 1976 (1976)
- Touch Down (1977)
- Jazz Gala 77 (1977)
- I hear Voices (1978)
- Quality (1978)
- Jazz Gala Concert 79 (1979)
- Music for Swinging Dancers (1984)
- Latin Groove (1987)
- Fat Man Boogie (1981)
- Fatman 2 (1983)
- Bandfire (1981)
- Friends and Silhouettes
- Big Band Bebop (1984)
- More Bebop (1984)
- Harlem Story (1984)
- Big Band RTV Slovenija (1993) - z Big Bandom RTV Slovenija
- Colors of a Band (1995) - z Dianne Reeves
- Toots Suite (2005)